# Kidlington

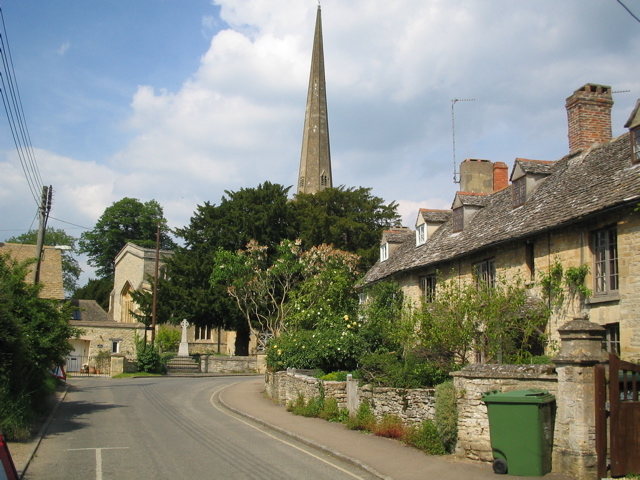
Church Street, Kidlington, Oxfordshire, mirando al norte hasta la torre de la iglesia parroquial de Santa María. Las cabañas de la derecha son 74–78 Church Street.

Kidlington es una localidad británica perteneciente al Condado de Oxfordshire, 8 km al norte de Oxford. Tenía una población de 14 000 habitantes en 2001.
- Datos: Q1961674
- Multimedia: Kidlington / Q1961674